# Phytoptus liroi
Phytoptus liroi är en spindeldjursart som beskrevs av Heikki Roivainen 1947. Phytoptus liroi är ett kvalster som ingår i släktet Phytoptus och familjen Phytoptidae. Arten är reproducerande i Sverige.